# Brianite
La brianite è un minerale. Chimicamente si tratta di un fosfato di formula Na2CaMg(PO4)2.
È stato chiamato in questo nome in onore di Brian Harold Mason, pioniere nello studio delle meteoriti.

## Origine e giacitura
Isolato per la prima volta all'interno di un meteorite ferroso.